# 早川メアリー
早川 メアリー（はやかわ めありー、1992年2月21日 - ）は、日本の元AV女優。

## 略歴・人物
2011年に「橘アイリ（たちばな あいり）」の名前でデビューしたギャル系の企画女優。所属事務所はバンビプロモーション。
2013年に「早川メアリー」に改名し、所属事務所をVanquishに移籍。
ツイッターにて2014年2月21日をもってAV女優を引退すると発表。引退後は一般の女優への転換を目指している。

## 出演作品

### アダルトDVD

#### 「橘アイリ」名義
2011年
- オバギャル五十路 Part2（9月20日、レイディックス）共演:戸田志乃、岡崎花江
- 口マ○コ お口が性器になった6人のオマンチョ女たち（9月20日、レイディックス）他出演:高沢沙耶、前田彩七、星崎アンリ、柴咲ゆうり、入岡早希
- 黒ギャルだょ!!全員集合!!!INビーチ イタズラ逆ナンはマジやばくねぇ〜!!! Vol.05（6月18日、GARCON）共演:哀川りん、つばさ、宮下つばさ、瑠菜、芹那
- BROWNIE 11（10月25日、デジタルアーク）
- 新人ギャルAV女優限定!! 黒ギャルレズ面接官の超エロエロレズ面接!!!（11月5日、GARCON）他出演:悠月舞、芹菜ゆき、澤北優香、白石なお、春宮ゆい、ayami

2012年
- kira☆kira BLACK GAL SPECIAL -ノーパン黒ギャルと24時間ヤリ放題☆同棲性活-（2月19日、kira☆kira）共演:airu、泉麻那、桜りお、つばさ
- 旧センター街を直進350mして曲がったとこ（2月24日、BALTAN）
- Deeeep Throat 1 連続口内射精ギャルフェラ（4月20日、SEX Agent）他出演:立花樹里亜、相咲ミサ、AIKA、木下若菜、ayami、篠崎ジュリア
- マン汁擦りつけ手コキがべちょ濡れ過ぎて もう堪らん。（5月18日、SEX Agent）他出演:立花樹里亜、相咲ミサ、初美沙希、藤原ひとみ、吉見奈央、田中志乃
- 乳首弄られながらの脚コキがすんごい。（5月18日、SEX Agent）他出演:笠木忍、初美沙希、藤原ひとみ、田中志乃、吉見奈央、水希杏、葵なつ
- 過激ダンスパーティー 1.0ver（6月15日、ジャネス）共演:宮下つばさ、大槻ひびき、篠咲リサ
- 「きつつきフェラ No.3」（6月15日、SEX Agent）他出演:村上涼子、稲川なつめ、水希杏、あすか光希、すずきりりか、相咲ミサ、篠崎ジュリア
- 究極!限界露出ダンス（6月25日、未来 フューチャー）共演:宮下つばさ、大槻ひびき、篠咲リサ
- 超絶ギャルテコ（7月20日、SEX Agent）他出演:立花樹里亜、airu、杏樹、蒼井りんご、栗山カリン、篠崎ジュリア、相咲ミサ
- 宇宙的ギャル尻コキ（7月20日、SEX Agent）他出演:蒼井りんご、AIRU、三浦涼花、栗山カリン、立花樹里亜、篠崎ジュリア、相咲ミサ
- 神騎乗 極上ギャル悶絶騎乗交尾（7月20日、SEX Agent）他出演:上条めぐ、airu、木下若菜、眞木あずさ、AIKA、長澤カレン、hinano、三浦涼花、蒼井りんご、相咲ミサ、篠崎ジュリア、立花樹里亜、杏樹、栗山カリン
- MORE DEEP いつもパンティーをオ○ンコに食い込ませているヤリマン黒ギャルの性欲処理係にさせられた9月4日。（11月7日、デジタルアーク）
- ロディオ・ギャルズ★ザーメン・パーティー in Tokyo 騎っかり腰ふり黒ギャルを真っ白に汚す素人汁（11月23日、ドリームチケット）

#### 「早川メアリー」名義
2013年
- 横浜美少女、グループ軟派。 in 桜木町、みなとみらい、中華街周辺 VOL.1（7月2日、プレステージ）他出演:上地霧、高城麗奈、小嶋優香、栗山さやか、滝澤れい、川村麗奈、上岡あい、浅倉玲
- 女子校生限定性感オイルエステ（7月21日、BAZOOKA）他出演:木村つな、ありさ、朝倉ことみ、小泉のぞみ
- ご奉仕飲尿クンニ（9月6日、OFFICE K'S）他出演:星咲優菜、沙藤ユリ、橘なお、朝倉ことみ
- レースクイーン蒸れワキコキ（9月6日、OFFICE K'S）他出演:松すみれ、新山かえで、星咲優菜
- イキ顔 最もいやらしい瞬間（9月6日、OFFICE K'S）他出演:松すみれ、新山かえで、向井もも、吉村杏菜、星咲優菜
- ギャルは顔舐めで愛を表現する Part.02（9月20日、ドリームチケット）他出演:AIKA、武井麻希、田辺まどか、HIKARI、karin、水城りあ
- M男専門 美脚マッサージ店（9月20日、OFFICE K'S）他出演:朝倉ことみ、松すみれ、新山かえで、野口まりや、星咲優菜
- JKおまんこおっぴろげフェラチオ（10月4日、OFFICE K'S）他出演:水澤まお、野口まりや、吉村杏菜、内田あいり、向井もも
- JKディルドオナニー 4（10月4日、OFFICE K'S）他出演:水澤まお、大城かえで、向井もも、吉村杏菜、比留間千沙、春本優菜
- 淫語×愛液 クチュクチュオナニー 4（11月15日、虎堂）他出演:乙葉ななせ、吉村杏菜、楓乃々花、新山かえで、百田まゆか
- ギャルに拘束されて高速アナルピストン（12月5日、フリーダム）他出演:武井麻希、北川いつき、相葉レイカ、夏川遥
- 短小ちんぽいじめ（12月6日、OFFICE K'S）他出演:あいかわ優衣、新山かえで、野口まりや穂
- 女子校生見つめて淫語手コキ（12月6日、OFFICE K'S）他出演:杏紅茶々、野口まりや、百田まゆか、宇佐美なな
- JK生マンコキ（12月6日、OFFICE K'S）他出演:あいかわ優衣、新山かえで、宇佐美なな、大塚まゆ、横山夏希
- 直飲み専門 体液カフェ（12月20日、OFFICE K'S）他出演:朝倉ことみ、野口まりや、杏紅茶々、宇佐美なな、玉木ちな、花穂、あいかわ優衣
- 噂のJKリフレ「添い寝屋」は裏オプションでナマ本番まで出来るらしい…。（12月20日、OFFICE K'S）他出演:宇佐美なな、花穂、百田まゆか

2014年
- 臭マンギャルの顔騎放尿（1月5日、フリーダム）他出演:相葉レイカ、武井麻希、北川いつき、夏川遥
- ギャルサーに監禁され射精モルモットにされた男（1月5日、フリーダム）共演:相葉レイカ、武井麻希、北川いつき、夏川遥
- ギャルボディコン キャットファイト選手権!!（3月6日、GARCON）共演:上原花恋、新城えりな、杏紅茶々、結城まりん、涼風ことの、くるみ結、夏川エリカ
- 花魁ギャル逆3Pソープ（4月10日、GARCON）共演:夏川エリカ　他出演:上原花恋、結城まりん、涼風ことの、新城えりな、杏紅茶々、くるみ結
- 極楽悶絶スケベ椅子 2 究極の悶絶焦らしプレイ（4月25日、アロマ企画）共演:松すみれ　他出演:桐山杏菜、冴木琴美、HIKARI、真木かおり、伊藤真希
- 競泳水着 顔面騎乗（5月5日、フリーダム）他出演:宮間葵、桜井あゆ、夏川遥、西川りおん、芹沢つむぎ、藤嶋唯、北川いつき、風間ゆみ、相葉レイカ、葵こはる、大槻ひびき、有村千佳、湊莉久、武井麻希、如月ゆうき、結城みさ、相沢恋、友田彩也香
- 完全主観 罵倒地獄 Vol.4 〜そのドギツイ痛罵と軽蔑した表情で感じてしまう僕〜（6月5日、フリーダム）他出演:白鳥ゆな、相沢恋、元山はるか、夏川遥、阿部乃みく、乙葉ななせ、篠宮ゆり、尾上若葉、夏目優希、新山かえで、北川いつき、小西まりえ、武井麻希、山本美和子、桜井あゆ 、相葉レイカ、祐花凛、笠井めぐみ、宮間葵、有本紗世、初芽里奈、西川りおん、涼風ことの、和久井なな、千星はるか、ほのかまゆ、星月莉央、星海レイカ、早川りな、聖菜アリサ、乃々羽愛、三条加奈子、本澤朋美、間宮純、百田まゆか、寿まゆ

## インターネット放送
- トイズハートプレゼンツBUBKA「きのう誰食べた」（2012年08月16日ゲスト出演、ニコニコ生放送）[1]